# Anniken Wollik
Anniken Wollik, född 5 december 1997 i Nannestad är en norsk handbollsspelare som spelar för Romerike Ravens.

## Klubbkarriär
Wollik idrottade med fotboll, skytte och voltige som barn och började spela handboll då hon var 12 år gammal för den lokala klubben Nannestad IL.   Hon spelade sedan för Skedsmo HK.  Från säsongen 2015/2016 spelar Wollik i den norska ligaklubben Rælingen HK. Hon spelade  inledningsvis som högersexa trots att hon var högerhänt. De två första säsonger spelade hon i högsta divisionen, sedan i den näst högsta divisionen. Rælingen HK lyckades att återvända till högsta divisionen men lyckades inte stanna kvar i högsta serien. När Rælingen sedan återvände till första ligan 2020 var Wollik skyttekung i den näst högsta norska ligan med 146 mål. Efter detta började hon spela som vänstersexa . År 2021 avskildes elitlaget från klubben och har sedan dess tävlat som en oberoende klubb under namnet Romerike Ravens.

## Landslagskarriär
Wollik har inte spelat för de norska ungdomslandslagen. Wollik blev uttagen i den norska truppen till EM 2022 av förbundskapten Þórir Hergeirsson. Knappt två veckor efter att hon nominerats debuterade hon för det norska landslaget. Vid EM 2022 vann hon titeln med Norge. Wollik bidrog med åtta mål till framgången. Hon har till 7 december 2022 spelat 11 landskamper och lagt 10 mål i landslaget.